# The Svenska Ord Story
The Svenska Ord Story är en radioserie i 36 halvtimmesavsnitt som producerades 2002 av Staffan Schöier och  Stefan Wermelin och med Urban Rybrink som reporter. Serien har sänts 2002, 2003 och 2005. Den handlar om Hans Alfredson och Tage Danielsson och de revyer, filmer, radio- och tv-program de gjorde som firman AB Svenska Ord.
Historien om Hasseåtage berättas med en rätt avancerad redigering: bitar ur sånger och sketcher blandas på ett kreativt, humoristiskt sätt med Wermelins kommentarer, radioinslag ur arkivet och nygjorda intervjuer med Hans Alfredson, Gösta Ekman, Mona Haskel, Birgitta Andersson m.fl.
En spinoff av serien blev boken Hasse & Tage Svenska Ord & Co Saga & Sanning av Staffan Schöier & Stefan Wermelin. Bonnier, 2005.